# Francis J. Pettijohn
Francis John Pettijohn (20 juin 1904 - 23 avril 1999) est un géologue américain qui est principalement basé à l'université Johns-Hopkins.
Pettijohn obtient son doctorat de l'université du Minnesota en 1923, basé sur une étude de la sédimentologie précambrienne et de la structure d'une zone autour du lac Abram (Ontario). En 1929, il obtient un poste à l'université de Chicago. Il y devient professeur titulaire en 1949. En 1943, il publie un ouvrage important sur la sédimentation archéenne,. Il rejoint en 1952 l'université Johns-Hopkins, où il reste jusqu'à sa retraite en 1973.

## Distinctions
- Médaille Penrose de la Société américaine de géologie (1975)[3].
- Médaille Twenhofel de la Society of Economic Paleontologists and Mineralogists.
- Médaille Wollaston de la Société géologique de Londres.
- Médaille Sorby de l’International Association of Sedimentologists[1].
- Médaille "Francis J. Pettijohn" de la Society for Sedimentary Geology, (1992).

## Livres
- Analyse des paléocourants et des bassins, Springer (1963; 1977)  (ISBN 978-3-540-07952-1)
- Sable et Grès, Springer (1972)  (ISBN 978-3-540-05528-0)
- Roches sédimentaires, harpercollins; 3e édition (1983)  (ISBN 978-0-06-045191-2)
- Atlas et glossaire des structures sédimentaires, Springer Verlag (1964)  (ISBN 978-0-387-03194-1)
- Mémoires d'un géologue de terrain non repentant, University of Chicago Press (1984)  (ISBN 978-0-226-66403-3)
- Études de géologie des Appalaches: centrales et méridionales, éditeur, Wiley (1970)  (ISBN 978-0-471-26142-1)